# Vilém Flusser
Vilém Flusser (Praga, 12 maggio 1920 – Praga, 27 novembre 1991) è stato un filosofo, scrittore e giornalista ceco naturalizzato brasiliano.

## Biografia
Flusser nacque nel 1920 a Praga in una famiglia di intellettuali di origine ebraica. Il padre, Gustav Flusser, studiò matematica e fisica, fra l'altro con Albert Einstein.
Visse per un lungo periodo a San Paolo, dove prese la cittadinanza brasiliana, e in seguito in Francia. Scrisse opere in diverse lingue, tra l'altro in tedesco, francese e portoghese.
I suoi primi lavori sono segnati da una ridiscussione del pensiero di Martin Heidegger, dall'influenza dell'esistenzialismo e della fenomenologia. Questa corrente di pensiero giocò un ruolo più importante nella seconda fase della sua ricerca, nella quale rivolse la sua attenzione alla filosofia della comunicazione e della produzione artistica. Ha contribuito all'elaborazione del concetto di dicotomia storica: il periodo della venerazione dell'immagine e il periodo della venerazione del testo, con le rispettive deviazioni verso l'idolatria e la "testolatria".
Morì nel 1991 in un incidente stradale avvenuto a Praga. È sepolto nel nuovo cimitero ebraico di Praga.